# Armata navale
L’armata navale è il raggruppamento organico di due o più squadre navali, o l'insieme di tutte le forze navali di una marina militare (quando superi la consistenza di una squadra) al cui comando è normalmente posto un ammiraglio proveniente dal Corpo di stato maggiore che è imbarcato su una delle unità più importanti sulla quale alza la sua insegna.
In passato il termine "armata" indicava soprattutto la forza navale, oggi, per evitare qualsiasi ambiguità con la grande unità dell'esercito, si usa aggiungergli l'aggettivo "navale".

## Struttura gerarchico-organizzativa tipo
armata navale o flotta: unione di più squadre o divisioni navali, è al comando di un ammiraglio d'armata o di un ammiraglio designato d'armata;
squadra navale: raggruppamento costituito da due o tre divisioni o gruppi navali, è al comando di un ammiraglio di squadra o viceammiraglio, grado equivalente;
divisione navale: raggruppamento di due o tre navi maggiori, al comando di un ammiraglio di divisione;
gruppo navale: composto da due o tre squadriglie di unità maggiori di diverse caratteristiche, è al comando di un contrammiraglio o retroammiraglio;
squadriglia: reparto costituito da tre o quattro unità maggiori, al comando di un capitano di vascello o commodoro;
flottiglia: è composta da due o tre squadriglie di unità minori o sottili, al comando di un ufficiale superiore di vascello;
pattuglia navale: piccolo gruppo composto da almeno 2 unità navali, comandata dall'ufficiale di vascello più alto in grado
unità navale medio/piccola (es: pattugliatore): al comando di un tenente di vascello o sottotenente di vascello;